# 14351 Tomaskohout
14351 Tomaskohout este un asteroid din centura principală de asteroizi.

## Descriere
14351 Tomaskohout este un asteroid din centura principală de asteroizi. A fost descoperit pe 6 septembrie 1986 la Stația Anderson Mesa de Edward L. G. Bowell. Asteroidul prezintă o orbită caracterizată de o semiaxă mare de 2,41 ua, o excentricitate de 0,20 și o înclinație de 2,5° în raport cu ecliptica.